# Warin de Munchensi
Warin de Munchensi (auch Warin de Monte Canisio oder Munchensy) (* um 1195; † um 20. Juli 1255) war ein englischer Adliger, Rebell und Soldat. 

## Herkunft und Jugend
Warin wurde vermutlich Mitte der 1190er Jahre als zweiter Sohn von William de Munchensi (auch William de Montchesney) und von dessen Frau Aveline, einer Tochter von Roger de Clare, 2. Earl of Hertford geboren. Sein Vater starb 1204, und nach dem Tod seines älteren Bruders um 1208 wurde William zum Erben seines Vaters. Während seiner Minderjährigkeit wurde sein Onkel William d’Aubigny, 3. Earl of Arundel sein Vormund.

## Rebell gegen König Johann Ohneland
Am 23. Dezember 1213 verlangte König Johann Ohneland 2000 Mark von Munchensi, die er rasch zur Begleichung der Schulden aufbringen sollte, die sein Vater bei jüdischen Geldverleihern gemacht hatte und die nun der König übernommen hatte. Zur Sicherung dieser Forderung pfändete der König Munchensis Besitzungen. Dieses Vorgehen trieb Munchensi auf die Seite der Adelsopposition gegen den König, die den König 1215 zur Anerkennung der Magna Carta zwang. Auch während des folgenden Ersten Kriegs der Barone blieb er auf der Seite der Rebellen, bis er am 20. Mai 1217 in der Schlacht von Lincoln in die Gefangenschaft der Anhänger des Königs geriet. Nach dem Frieden von Lambeth unterwarf er sich dem Regentschaftsrat, der für den minderjährigen Heinrich III. die Regierung führte. Von nun an wurde Munchensi ein loyaler Gefolgsmann der Krone, der während der nächsten vier Jahrzehnte an fast allen Feldzügen des Königs teilnahm.

## Loyaler Vasall von Heinrich III.
Zwischen 1219 und 1222 heiratete Munchensi Joan, die jüngste Tochter des Regenten William Marshal, 1. Earl of Pembroke. Nach ihrem Tod heiratete er kurz nach November 1234 Dionisie, die Witwe von Walter Langton und Tochter und Erbin von Nicholas of Anstey aus Hertfordshire. 1251 musste sich Munchensi vor Bischof Robert Grosseteste von Lincoln verantworten, da er, wahrscheinlich zu Unrecht, der Misshandlung von Dionisie beschuldigt wurde. Nachdem alle Brüder seiner ersten Frau Joan Marshal ohne Nachkommen gestorben waren, wurde Munchensis minderjähriger Sohn  John im Dezember 1245 zum Miterben der Besitzungen seines Schwiegervaters William Marshal. Bei der Aufteilung des Erbes erhielt John ein Fünftel der Güter Marshals, durch die er jährliche Einkünfte in Höhe von £ 700 erzielte, dies verdoppelte Munchensis Einkünfte aus seinen Grundbesitz, der bislang über Norfolk, Essex, Kent, Gloucestershire und Northamptonshire verstreut war. John starb jedoch kinderlos im Juni 1247, womit seine Schwester Joan die Erbin des Marshalbesitzes wurde. Bereits am 13. August 1247 arrangierte der König ihre Heirat mit seinem Halbbruder William de Valence, der gerade aus Südfrankreich nach England übergesiedelt war. Durch diese Heirat stieg auch Munchensi weiter in der königlichen Gunst auf, der ihn in der Folge häufig beschenkte.

## Nachkommen
Aus seiner ersten Ehe mit Joan Marshal hatte Munchensi mindestens zwei Kinder:
- John de Munchensi († 1247)
- Joan de Munchensi († 1307) ⚭ William de Valence

Aus seiner Ehe mit Dionisie de Anesty hatte er mindestens einen Sohn:
- William de Munchensi (1235–1287)

Sein Erbe wurde sein Sohn William aus seiner zweiten Ehe. Der Chronist Matthew Paris lobte Munchensi in einem Nachruf als einen der weisesten und angesehensten Barone Englands. Zwar war Munchensi ein tapferer Soldat, der sich mehrfach ausgezeichnet hatte, doch vermutlich verdankte Munchensi dieses Lob vor allem einer großzügigen Stiftung zugunsten der Abtei von St Albans, wo Matthew Paris als Mönch lebte. Daneben hinterließ Munchensi auch dem Augustinerpriorat von Dunstable sowie einem Hospital in Gravesend Stiftungen.